# 控制迴路
控制迴路（control loop）是工業控制系統的基礎組件。控制迴路包括了所有為了自動調整過程變數（PV）接近目標值（SV）所需要的實體元件以及控制功能。控制迴路包括了過程感測器、控制功能以及最終控制元件
（FCE），所有自動控制系統都需要這些功能及元件。

## 應用

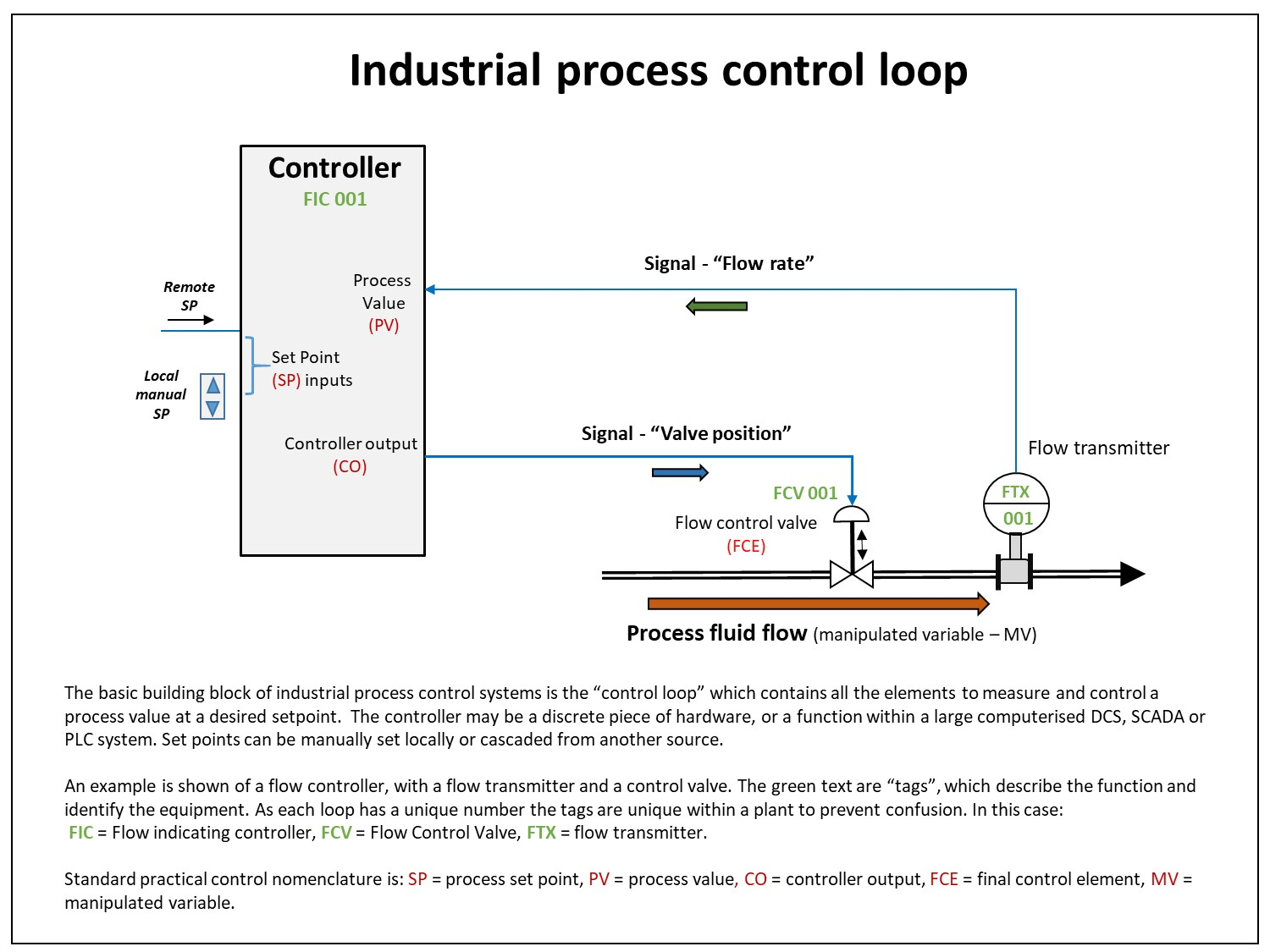
單一工業控制迴路的例子，製程流量的連調變控制

插圖中是包括過程變數輸入、控制機能及控制輸出（control output）的控制迴路，會調節最終控制元件（FCE）的動作來改變受控變數（manipulated variable，MV）的值。在此例中，是流量的控制迴路，不過控制迴路也可以控制溫度、液面高度或是其他過程控制需要控制的物理量。其中的控制器類似PID控制器，可以產生在0-100%之間的輸出信號，其輸出不只是開關訊號而已  
。
在此例中過程變數的值和受控變數的值相同，因為是在同一個管路上。不過若是利用閥門灌水到水槽中，控制器要控制水槽的水位，則過程變數是水槽的水位，受控變數是到水槽的水量。
控制功能可以是獨立的控制器，也可能是電腦化控制系統（例如分散式控制系統或是可编程逻辑控制器）中的機能模塊。不論哪一種情形，控制迴路圖都可以呈現控制機能以及和受控體之間交互作用，是方便且有用的工具。在實務上，在過程控制的層級，管路設備圖的控制迴路會以標準的符號進行縮寫，而管路設備圖是以过程流程图為基礎，列出所有程序量測及控制的元件
。
若考慮更細節的層次，控制迴路接線圖會列出電氣以及氣壓管路的接線方式。這對診斷和維修非常有幫助，因為單一控制機能的所有接線都會列在同一個圖上。

## 迴路及控制元件的名稱
為了讓系統中的設備有唯一不重覆的命名，每一個控制回路以及其中的元件都會透過命名系統命名，每一個元件都有唯一不重覆的識別字符。
依照ANSI/ISA S5.1及ISO 14617-6的標準，識別字符最多由五個英文字母組成。
其中的一個字母表示其量測的物理量，第二個字母是修飾用字母，第三個字母表示其被動/讀值功能，第四個字母表示其主動/輸出功能被動/讀值……）是修飾用字母，第五個字母是功能白的修飾用字母。後面是迴路號碼，在系統中針對迴路的唯一編碼。
例如FIC045是045控制迴路中的流量指示控制器（Flow Indicating Controller），這也稱為現場設備的識別字符，一般會依設備的位置及功能命名，同一個控制迴路中可能會有FT045，是同一個迴路中的流量傳感器。
針對工業系統中設備的參考命名，可以參考IEC 61346 (Industrial systems, installations and equipment and industrial products — Structuring principles and reference）。